# Brett Evans
Brett Evans est un footballeur sud-africain né le 8 mars 1982 à Johannesburg. Il joue au poste d'arrière gauche.
Il a participé à la Coupe d'Afrique des nations 2008 avec l'équipe d'Afrique du Sud.
Sa première sélection en équipe nationale a eu lieu en 2002.

## Carrière
- 1999- : Ajax Cape Town ( Afrique du Sud)

## Palmarès
- 8 sélections (0 but) en équipe d'Afrique du Sud de football depuis 2002
- Vainqueur de la Coupe d'Afrique du Sud en 2007 avec l'Ajax Cape Town (finaliste en 2003)